# 串接
在形式語言理論（特別是編程語言），字串串接（Concatenation），又稱字串相加、連接、序連、串連、相連，指將兩個字串的首尾相接的操作。例如「foo」和「bar」串接後便成了「foobar」。部分語言，串接的操作是透過將串接運算子放在兩個字串（運算元）之間。

## 不同語言的運算子
大部分語言都使用「+」號作字串串接運算子，以下是一些例外：
- Perl（版本6之前）和 PHP ： .
- Perl 6 ： _
- Visual Basic ： & ；在運算元不是數時，亦可用「+」號

## 插補
在某些語言，可以使用一種稱為插補（interpolation）的技術，令串接的操作更便捷。比較著名的例子是Perl，以下一段程式碼

my $stringVar;

$stringVar = "World";

print "Hello " . $stringVar;

最後一行可以直接寫作print "Hello $stringVar";。Perl的直譯器會打出「Hello World」而非「Hello $stringVar」，因為雙引號（"）表示了可進行插補，所以直譯器能分辨出$stringVar是變數。它可以這樣做是因為Perl的所有純量變數都以「$」開頭，但大部分語言都沒有要求變數前要有特殊字元。

## 串接的其他用途
在Unix，cat指令能串接檔案。其輸出為一個新的檔案，它包括多個舊檔案的內容。

## 數學上
在數學上，串接兩個字串，如a和b，即組成ab。最常見的用途是表示乘法。在代數上，若x和y是變數，其積可寫作xy，即x和y的串接。
在抽象代數，串接可用於表示群、環或其他代數結構的運算。